# Tatjana Koszelewa

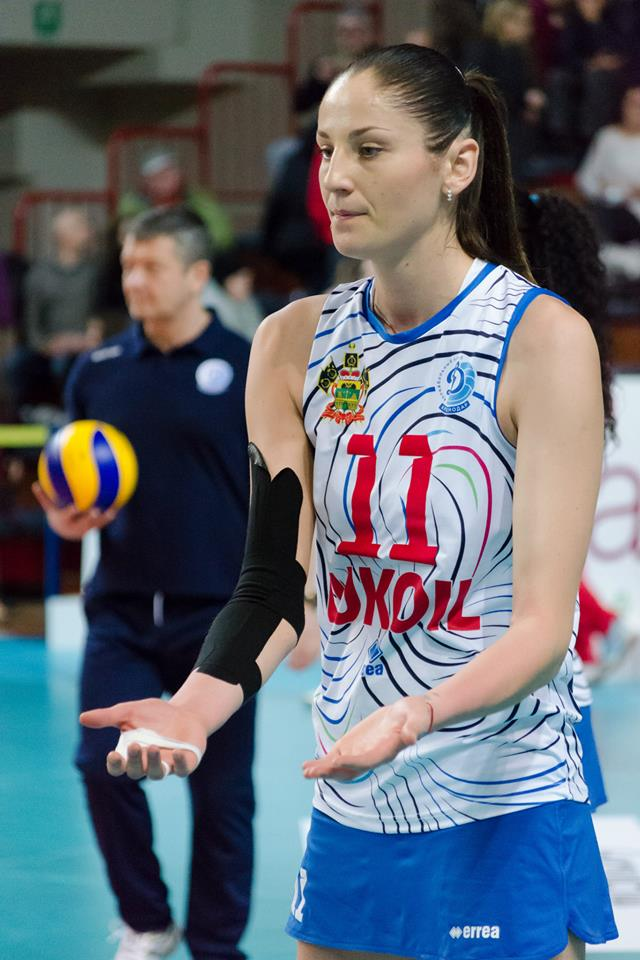
Tatjana Koszelewa zawodniczką Dinama Krasnodar w sezonie 2014/2015

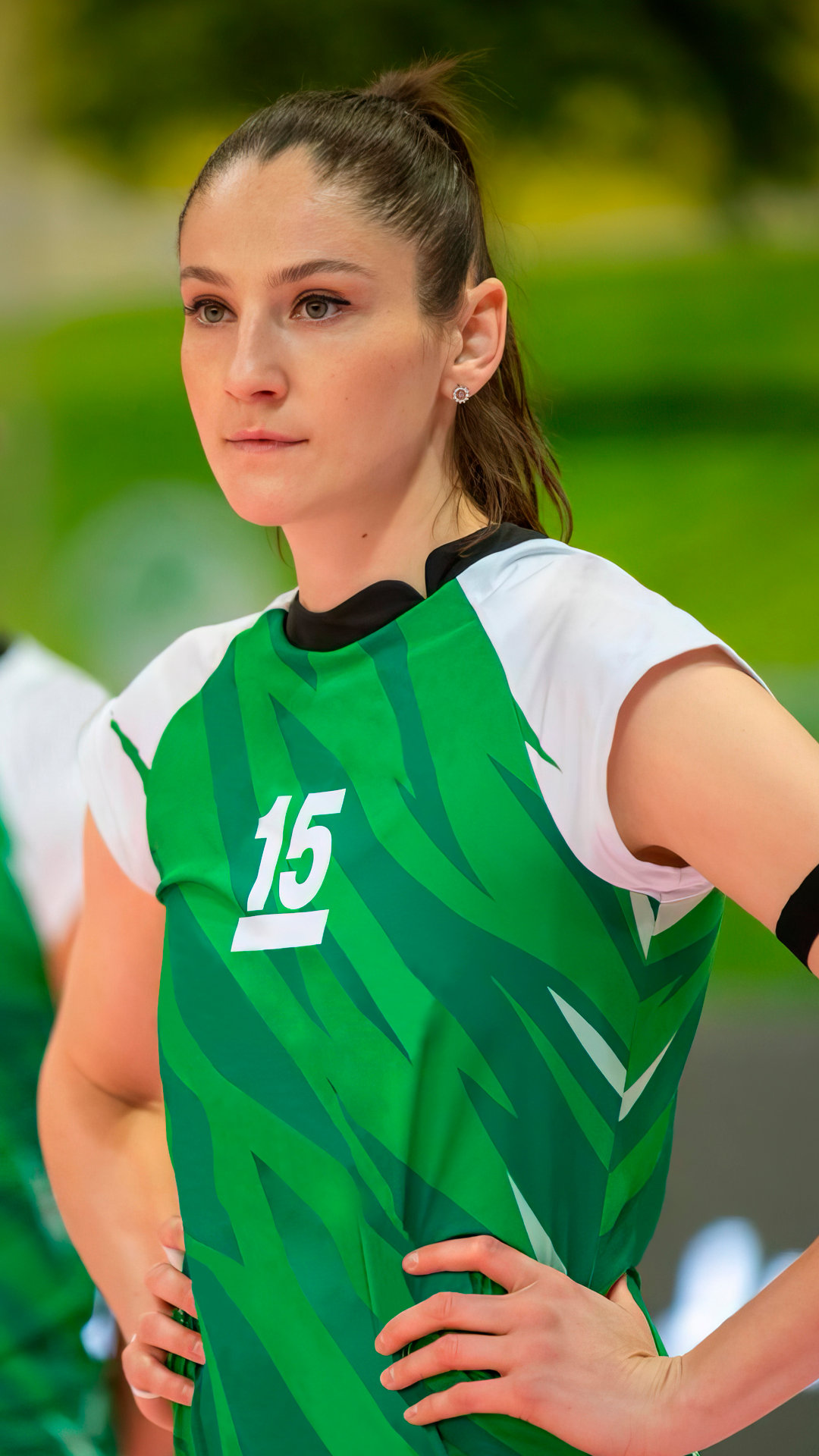
Tatjana Koszelewa zawodniczką Megabox Ondulati Del Savio Vallefoglia w sezonie 2022/2023

Tatjana Siergiejewna Koszelewa (ros. Татьяна Сергеевна Кошелева; ur. 23 grudnia 1988 w Mińsku) – rosyjska siatkarka, reprezentantka kraju, grająca na pozycji przyjmującej.
W kadrze narodowej zadebiutowała w 2007 roku. W 2010 r. w Japonii zdobyła mistrzostwo Świata, a na zakończenie turnieju została wybrana najlepiej atakującą zawodniczką. Złota medalistka mistrzostw Europy 2013 rozgrywanych w Niemczech i Szwajcarii. Na zakończenie turnieju została wybrana MVP.
W sezonie 2009/10 została laureatką nagrody im. Ludmiły Bułdakowej.

## Kariera klubowa
| Lata                      | Klub                                   |
| 2006–2007                 | Dinamo Moskwa                          |
| 2007–2010                 | Zarieczje Odincowo                     |
| 2010–2011                 | Dinamo Kazań                           |
| 2011–2012                 | Dinamo Krasnodar                       |
| 2012–2012 (do 10.2012)    | Dinamo Kazań                           |
| 2013–2014 (od 04.2013)    | Dinamo Moskwa                          |
| 2014–2016                 | Dinamo Krasnodar                       |
| 2016–2017                 | Eczacıbaşı VitrA Stambuł               |
| 2017–2018                 | Galatasaray Stambuł                    |
| 2018–2019                 | SESC/Rio de Janeiro                    |
| 2019–2019 (od 08.04.2019) | Savino Del Bene Scandicci              |
| 2019–2020                 | Guangdong Evergrande                   |
| 2020–2020 (od 16.01.2020) | Lokomotiw Kaliningrad                  |
| 2020–2021 (od 18.10.2020) | Galatasaray HDI Sigorta Stambuł        |
| 2021–2024                 | Megabox Ondulati Del Savio Vallefoglia |

## Sukcesy klubowe
Liga Mistrzyń:
- 2007, 2008, 2009
- 2017

Mistrzostwo Rosji:
- 2007, 2008, 2010, 2011
- 2009, 2013, 2014, 2020
- 2016

Puchar Rosji:
- 2007, 2010, 2013, 2014

Puchar CEV:
- 2015, 2016
- 2021

Klubowe Mistrzostwa Świata:
- 2016
- 2015

## Sukcesy reprezentacyjne
Mistrzostwa Świata Kadetek:
- 2005

Mistrzostwa Europy:
- 2013, 2015
- 2007

Grand Prix:
- 2009
- 2014

Mistrzostwa Świata:
- 2010

## Nagrody indywidualne
- 2009: Najlepsza atakująca Grand Prix
- 2010: MVP rosyjskiej Superligi w sezonie 2009/2010
- 2010: Najlepsza atakująca Volley Masters Montreux
- 2010: Najlepsza atakująca Mistrzostw Świata
- 2013: MVP Mistrzostw Europy
- 2015: MVP turnieju finałowego Pucharu CEV
- 2015: Najlepsza przyjmująca Klubowych Mistrzostw Świata
- 2015: Najlepsza przyjmująca Pucharu Świata
- 2015: MVP i najlepsza przyjmująca Mistrzostw Europy
- 2016: Najlepsza przyjmująca Klubowych Mistrzostw Świata

## Wyróżnienia
- Laureatka nagrody im. Ludmiły Bułdakowej w sezonie 2009/10